# Antu (pillán)
Antu (del mapudungun aṉtü, Sol) es el nombre con el que se designa en los pueblos mapuches al principal espíritu pillán.

## Descripción

Antu pintado dos veces sobre el cultrún.

En la religión mapuche, Antu se relaciona con el Sol, y está casado con una espíritu Kuyén que representa la luna. El hecho de que el espíritu Sol este casado con la espíritu Luna, es una creencia frecuente en los países andinos.
Posteriormente debido a la influencia cristiana, el mito de Antu sería fusionado dentro de la creencia de ser superior que los gobierna, llamado Ngenechén; que actualmente está formado principalmente por cuatro aspectos o personas, que originalmente eran espíritus diferentes, como es el caso del espíritu Antu.

## Etimología
Aṉtü es un préstamo lingüístico del puquina Inti, con igual significado. Este fenómeno se repite, igualmente, con las lenguas centroandinas quechua y aymara, pero claramente con menor tergiversación sintáctica.

## Leyenda
Entre los pillanes estaba Antu, quien es la más poderosa entre ellos; y como tal fue el primero que decidió tomar a una wangulén como su propia inandomo (esposa preferida). Elegir a la wangulén llamada Kuyén, trajo problemas y envidia hacia Antu y Kuyén, ya que los demás espíritus pillanes y wangulén estaban celosos de ellos.
Debido a los celos y la rivalidad que eran muy grandes, se empezó a perder la armonía en el wenumapu, y no se respetaba el admapu. El líder de estos disturbios era el pillán Peripillán, quién sentía envidia del poder y el color de Antu. Además estos disturbios originarían que los hijos e hijas de los primeros pillanes y wangulén también decidieran pelear para tratar de tomar el lugar de sus padres.
Al ver la actitud de Peripillán y de los hijos, Antu decidió castigarlo, y con ello comenzó la gran lucha entre los pillanes; y así el resto de los pillanes y las wangulén tuvieron que unirse a la lucha. Primeramente en una alianza con Peripillán, castigaron a sus hijos; posteriormente Antu castigaría a Peripillán y sus aliados, siendo todos los derrotados pillanes arrojados al mapu (la tierra), que recién estaba siendo creada por Elmapu. Estas luchas crearían las montañas, cerros y posteriores lagos de la mapu.
Luego, al querer Antu castigar a las wangulén vencidas en ambas batallas, éstas se pusieron a llorar y a implorar su perdón. Debido a ello, que sus lágrimas se convirtieron en toda el agua que existen en el mapu, y Antu se apiadó de ellas y sólo les disminuyó sus luces, dejándolas como el brillo de simples estrellas.
Es así como permanecería Antu y su esposa Kuyén como los líderes de los pillanes y de las wangulén.

## En la cultura popular
Está impreso en los billetes chilenos de mil, dos mil y cinco mil pesos.